# شهرستان سوپوت
شهرستان سوپوت (به بلغاری: Sopot Municipality) یک شهرستان در بلغارستان است که در استان پلوودیو واقع شده‌است.